# Ungersk vizsla
Ungersk vizsla är en ungersk jakthund, som brukar användas som fågelhund eftersom den inte har något emot vatten. Den kan även användas som familjehund. Rasen är en kontinental stående fågelhund av braquetyp. Ungersk vizsla finns med två hårlag; korthårig eller strävhårig. Vizslan har även en långhårig variant men det hårlaget är diskvalificerende för rasen. Långhårsanlaget tros komma från irländska setter som parades in i rasen på 1970-talet. Detta gjordes för att bredda dna-basen. Strävhårig ungersk vizsla är nära besläktad med vorsteh. I Sverige tillhör ungersk vizsla Svenska Vorstehklubben och det finns cirka 300 individer av rasen.

## Historia

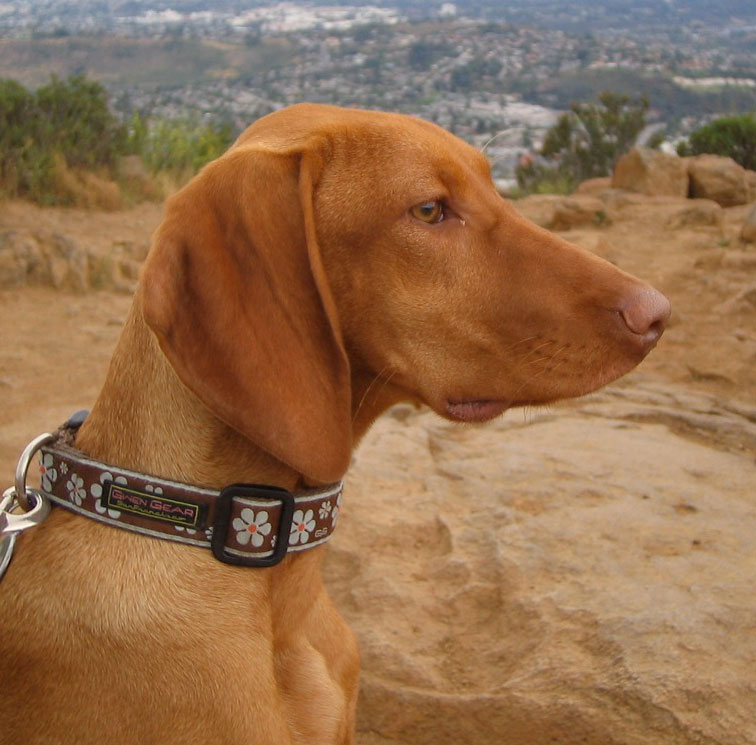
Profil av en 5 månader gammal korthårig vizsla med den karakteristiska djupt gulröda färgen

Stående fågelhundar finns avbildade och beskrivna i Képes Krónika, den ungerska kungakrönikan från 1358–1370. Före gevärens införande på 1700-talet användes stående fågelhundar vid jakt med nät eller vid falkenering. Den varmgula färgen tros ha kommit med turkiska hundar efter Osmanska rikets invasion 1526. Namnet vizsla nämns första gången 11 juni 1569 då en Tomas Nadasdy skickar ett brev till sin mor, den ungerska lordkanslerns fru.
Under 1800-talet importerades både brittiska och tyska jakthundar för att förbättra den inhemska stammen. Bland raser som kan ha inkorsats nämns irländsk setter, engelsk setter, korthårig vorsteh, blodhund, foxhound och t.o.m. vinthundsrasen sloughi. Trots inkorsningarna behöll vizslan sitt främsta kännetecken, den djupt gulröda färgen. Vid denna tid användes vizslan inte bara till fågeljakt på land och i vatten, utan även till annan småviltjakt och t.o.m. till jakt i koppel (pack) på vildsvin. Vizslan anses stå nära den silvergrå weimaranern och det råder fortfarande delade meningar om vilken av raserna som är originalet.
Det var först 1920 som den målmedvetna renaveln av vizslan inleddes. Den strävhårgia varianten togs fram på 1930-talet genom inkorsning av strävhårig vorsteh. 1936 erkändes vizslan av Fédération Cynologique Internationale (FCI). Både första och andra världskriget innebar att stammen reducerades starkt och rasen fick restaureras med ett fåtal kvarvarande individer.

## Egenskaper
Vizslan är en mångsidig jakthund. Förutom som stående fågelhund kan vizslan användas både som apportör på land och i vatten, som stötande hund och som eftersökshund. Den håller spontant kontakt med jägaren under jakten och har ett tydligt stånd. Vizslan är livlig, vänlig och mycket lättlärd. Den är känslig för omild behandling.
För att få högre utmärkelser på hundutställning måste en vizsla ha meriter från jaktprov för stående fågelhund.

## Utseende

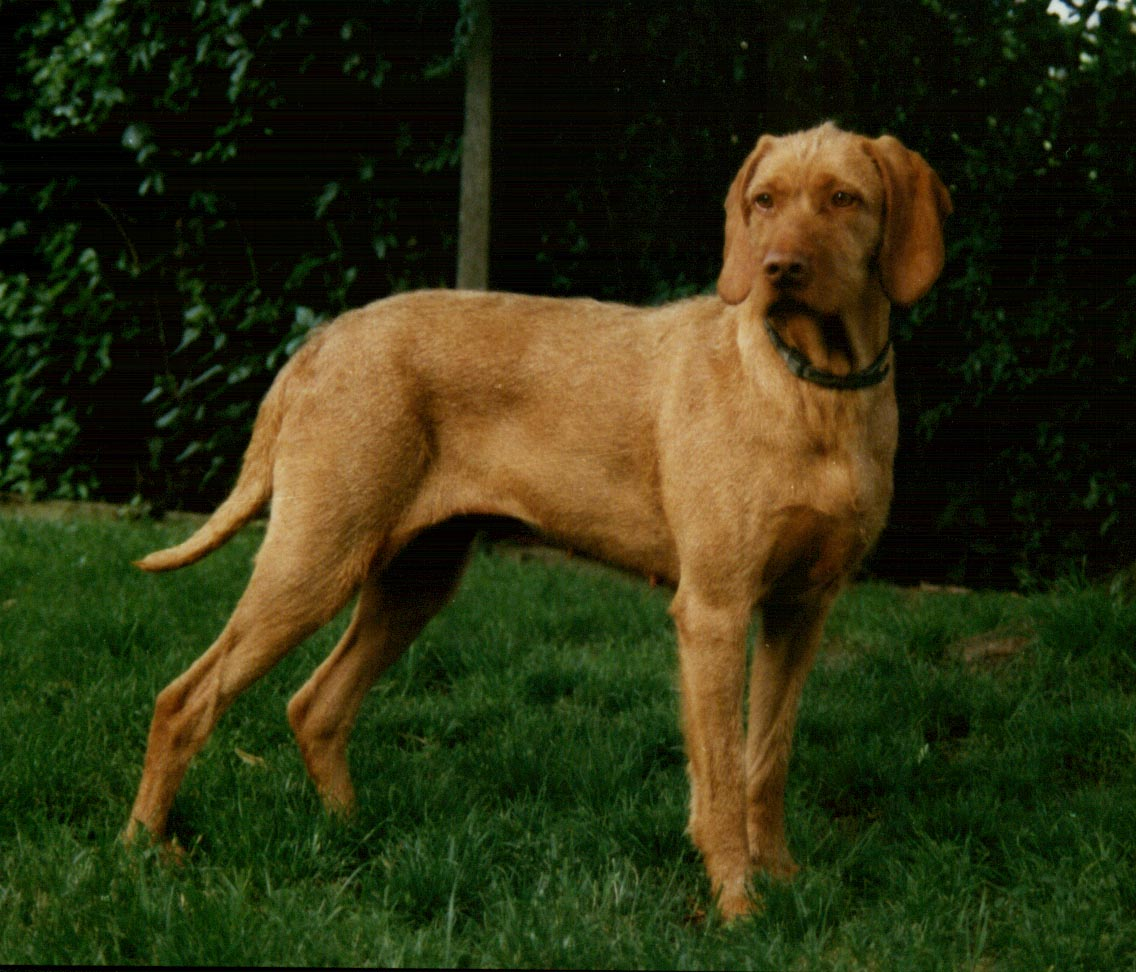
Strävhårig vizsla.

Enligt rasstandarden skall hunden vara medelstor, korthårig med utpräglade drag och hållning. Den ska vara robust, men hellre lätt byggd. Pälsen ska helst vara skuggad rostig guld. På grund av att det är en arbetshund skall framhävda och muskulösa muskler, ärr eller blekt päls aldrig inverka på resultat i tävlingar. Mankhöjden skall vara lite kortare än kroppslängden, bröstkorgens djup lite kortare än halva mankhöjden och nospartiets längd skall vara något kortare än längden av halva huvudet.